# Роскилльская хроника
Роски́лльская хро́ника (лат. Chronicon Roskildense) — древнейший памятник средневековой датской историографии. Была составлена около 1140 года неизвестным автором, вероятно, проживавшим в Роскилле, до 1443 года являвшимся столицей Дании, а затем, после 1170 года, снабжена коротким добавлением (глава XX). Сохранилась в рукописи кон. XIII в. Охватывает период с 826 по 1140 (1157) годы. Описывает, преимущественно, события истории Дании.

## Издания
- Chronicon Roskildense // Scriptores minores historiae Danicae medii aevi / Rec. M.C. Gertz. Kobenhavn, 1970. Vol. I. P. 3-33.

## Перевод на русский язык
- Роскилльская хроника / Пер. В. В. Рыбакова // Древнейшие государства на территории СССР. 2001 год. — М.: Наука, 2003.
- Роскилльская хроника / Пер. А. С. Досаева // Датские хроники XII века. — М.: Русская панорама, 2022. — С. 11-44. — (MEDIÆVALIA: средневековые литературные памятники и источники).